# Onomyšlský potok
Onomyšlský potok je potok v Středočeském kraji, který se vlévá jako pravostranný přítok do řeky Výrovky. Má délku 10,3 kilometrů a plocha jeho povodí měří 19,63 km².

## Průběh toku

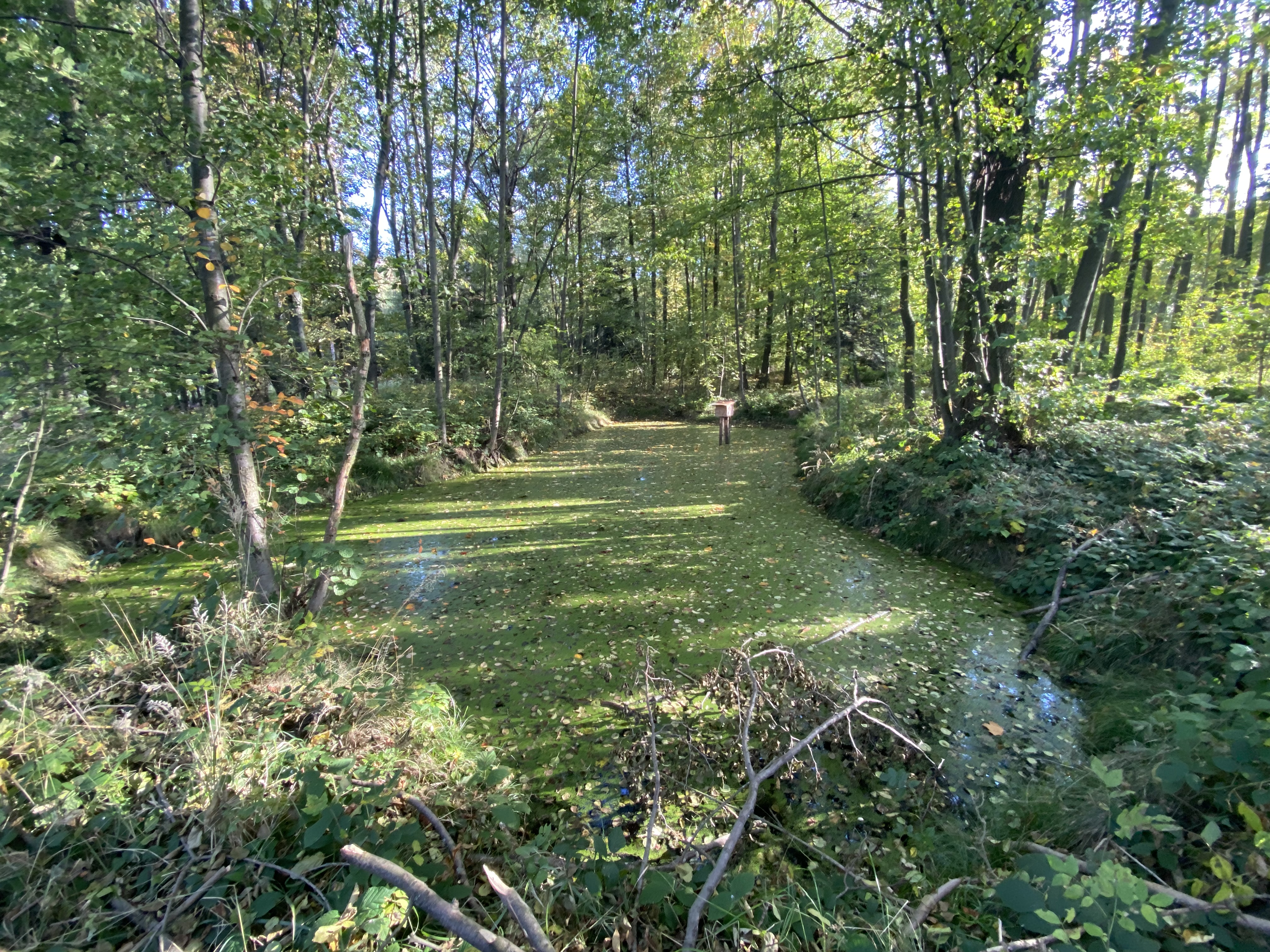
Pramen Onomyšlského potoka

Potok pramení v lese u osady Budy, přibližně 950 metrů východně od obce Rašovice. Od pramene směřuje směrem na sever, kde protéká obcí Onomyšl, podle které se potok jmenuje. Za obcí Onomyšl se směr toku stáčí západním směrem a protéká obcemi Křečovice a Jindice. Dále napájí vodou Panský rybník v obci Žíšov. Poté protéká samotnou vsí a přibližně po 150 metrech se jako pravostranný přítok vlévá do řeky Výrovky.